# Yangben (langue)
Le yangben, aussi appelé nuasue, est une langue bantoïde méridionale parlée au Cameroun dans la région du Centre, le département du Mbam-et-Inoubou, l'arrondissement de Bokito, le canton de Yangben au sud de Bokito.
Avec 2 300 locuteurs en 1994, c'est une langue en danger (6 b).
Selon Ethnologue.com, le yangben est aussi appelé kalong, nuasue, nukalonge, yambassa, yambassa central.

## Écriture
Une orthographe a été développée par le Comité de développement du village Yangben (CODEVY) et SIL International et est utilisée dans plusieurs école du canton Yangben et dans la traduction du Nouveau Testament de la Bible.
| a | b | c | d | e | ɛ | f | g | h | i | k | l | m | n | ŋ | o | ɔ | p | s | t | u | w | y |

Une autre orthographe a été proposée par Adriel Josias Bébiné en 2018.
| a | e | ɛ | f | h | i | ɪ | k | l | m | mb | n | nd | ny | ŋ | ŋg | o | ɔ | p | s | t | u | ʊ | w | y |